# Ryan (Iowa)
Ryan – miasto w Stanach Zjednoczonych, w stanie Iowa, w hrabstwie Delaware. W 2000 liczyło 410 mieszkańców.